# Yorkville (Illinois)
Yorkville is een plaats (city) in de Amerikaanse staat Illinois, en valt bestuurlijk gezien onder Kendall County.

## Demografie
Bij de volkstelling in 2000 werd het aantal inwoners vastgesteld op 6189. In 2006 is het aantal inwoners door het United States Census Bureau geschat op 12.596, een stijging van 6407 (103,5%).

## Geografie
Volgens het United States Census Bureau beslaat de plaats een oppervlakte van 18,5 km², waarvan 18,2 km² land en 0,3 km² water. Yorkville ligt op ongeveer 197 m boven zeeniveau.

## Plaatsen in de nabije omgeving
De onderstaande figuur toont nabijgelegen plaatsen in een straal van 16 km rond Yorkville.